# 한국잡지정보관
한국잡지정보관은 서울특별시 영등포구 여의도동에 소재한 잡지 정보관으로 새로운 21세기 지식 정보화 시대를 선도하고 디지털시대 한국잡지산업의 국제 경쟁력을 제고하기 위해 2002년 3월 21일 개관하였다. 대지 292평, 연건평 1703평으로 지하 3층, 지상 7층으로 구성된 잡지회관은 그 지하 1층에 잡지박물관과 잡지전시관 시설을 갖추고 있어 지식정보는 물론 평생사회교육의 장으로서도 활용할 수 있도록 하였다. 누구나 무료로 이용할 수 있으며 월요일부터 토요일(오전 10시∼오후 6시)까지 개관(일요일, 공휴일 제외)한다.

## 주요시설
- 잡지전시관 (현대잡지 3,600 여종 전시)
- 잡지박물관 (희귀잡지 300 여종 전시)
- 특별전시관 (기획전시)
- 인터넷 검색코너
- 수장고
- 관람 테이블

## 같이 보기
- 대한민국의 박물관과 미술관 목록

## 참고 자료
본 문서에는 서울특별시에서 지식공유 프로젝트를 통해 퍼블릭 도메인으로 공개한 저작물을 기초로 작성된 내용이 포함되어 있습니다.